# إعادة التنشيط
إعادة التنشيط بالانكليزية Re-Animator هو فيلم خيال علمي ورعب وكوميديا اصدر عام 1985 م مبني على راوية لهوارد فيليبس لافكرافت تعرف باسم هربرت ويست المعيد إلى الحياة اخرج من قبل ستيوارت جوردون و انتج من قبل بريان يوزنا.
نجوم الفيلم هم: جيفري كومبس بدور هيربرت ويست، وهوالعالم الذي يقوم باعادة الاجساد الميتة للعمل هو ودان كاين (بروس ابوت).

## روابط خارجية
- إعادة التنشيط على موقع IMDb (الإنجليزية)
- إعادة التنشيط على موقع ميتاكريتيك (الإنجليزية)
- إعادة التنشيط على موقع روتن توميتوز (الإنجليزية)
- إعادة التنشيط على موقع نتفليكس (الإنجليزية)
- إعادة التنشيط على موقع ألو سيني (الفرنسية)
- إعادة التنشيط على موقع Turner Classic Movies (الإنجليزية)
- إعادة التنشيط على موقع أول موفي (الإنجليزية)
- إعادة التنشيط على موقع بوكس أوفيس موجو (الإنجليزية)
- إعادة التنشيط على موقع فيلمافينيتي (الإسبانية)
- إعادة التنشيط على موقع قاعدة بيانات الفيلم (الإنجليزية)